# École nationale de la Marine marchande de Saint-Malo

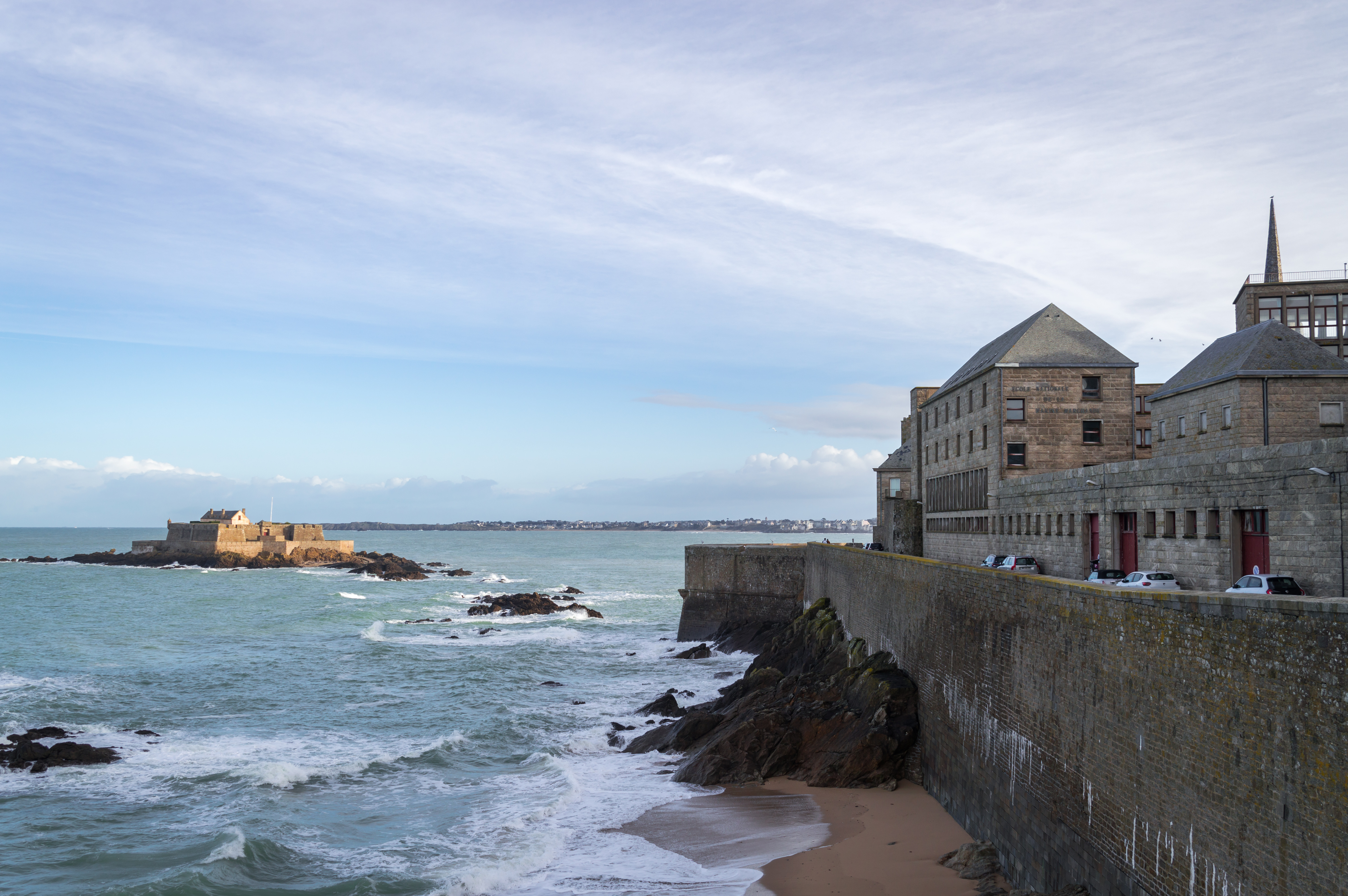
L'ancienne école surplombant les remparts de Saint-Malo

L’école nationale de la marine marchande de Saint-Malo intra-muros est l’une des quatre écoles de la Marine marchande en France avec celles du Havre, de Marseille et de Nantes. Couramment appelée Hydro Saint-Malo, elle formait des officiers de pont et de machine.
Ses origines remontent à 1669 avec la décision de Colbert, ministre de la marine de Louis XIV, de créer une école royale d’hydrographie. Elle prend son nom actuel en 1958, année où elle s'installe dans de nouveaux bâtiments face à la mer dans Saint-Malo intra-muros.
Elle était depuis 2010 une composante constituante de l'École nationale supérieure maritime. De nouveaux locaux abritent aujourd'hui cette école hors de la ville Intra-muros. Le bâtiment intra-muros est en travaux pour devenir le musée maritime de Saint-Malo qui portera le nom L'Hydro - Musée maritime de Saint-Malo.

## Cesame

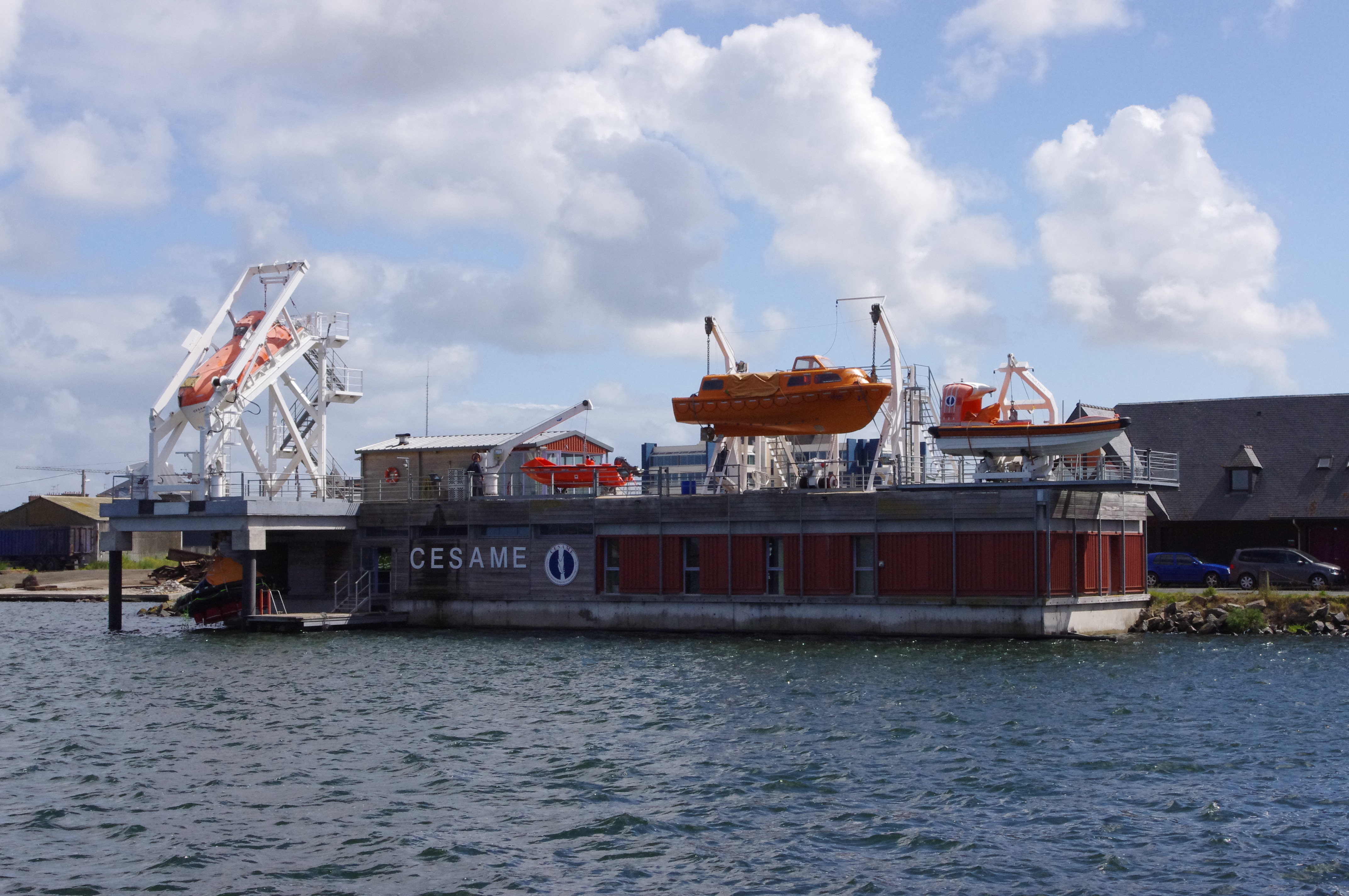
CESAME, dans le port de Saint-Malo

L'école possède le Centre d’Entraînement à la Survie et au sAuvetage en MEr ou CESAME situé sur le port de Saint-Malo. Ce centre a pour mission d'assurer les formations relatives à la sécurité maritime.
Les formations dispensées concernent :
- le Certificat d'aptitude à l'exploitation des embarcations de sauvetage, CAEERS ;
- le Certificat d'aptitude à l'exploitation des canots de secours rapides, CAECSR ;
- le Certificat de formation de base à la sécurité CFBS ;
- la Certificat de qualification avancée à la lutte contre l'incendie, CQALI ;
- la formation à la sécurité à bord des navires à passagers ;
- la gestion de crises.

Matériel disponible :
- Embarcation de sauvetage de type chute libre (free fall) ;
- Embarcation de sauvetage semi-fermée avec mise à l'eau sous bossoir ;
- Canot de secours sous bossoir ;
- Canot de secours rapide sous bossoir ;
- Radeaux de sauvetage ;
- Chute d'évacuation et toboggan ;
- Combinaisons d'immersion ;
- Simulateur de lutte contre l'incendie à bord des navires.

Le CESAME a également pour vocation de devenir un pôle d'expertise pour le sauvetage et la survie en mer.